# Mordella melanocephala
Mordella melanocephala es una especie de coleóptero de la familia Mordellidae.

## Distribución geográfica
Habita en Chillán (Chile).